# Taraxella sumatrana
Taraxella sumatrana är en spindelart som beskrevs av Fred R. Wanless 1987. Taraxella sumatrana ingår i släktet Taraxella och familjen hoppspindlar. Inga underarter finns listade i Catalogue of Life.